# Chevrolet C/K
Chevrolet C/K і GMC C/K — сімейство повнорозмірних пікапів, що з 1960 по 1999 рік продавались в Сполучених Штатах, з 1965 по 1999 рік в Канаді, з 1964 по 2001 рік в Бразилії, з 1975 по 1982 рік в Чилі, з 1992 по 2005 рік в Південній Кореї. Позначення "C" означало привід на два колеса, а "К" означало повноприводні версії. Серія C/K легких пікапів була замінена на Chevrolet Silverado і GMC Sierra в 1999 році, серія важких пікапів Chevrolet Silverado HD і GMC Sierra HD представлена в 2001 році. До цього часу назва Silverado і Sierra використовувалася для позначення рівня обробки салону вантажівок C/K.

## Перше покоління (1960–1966)

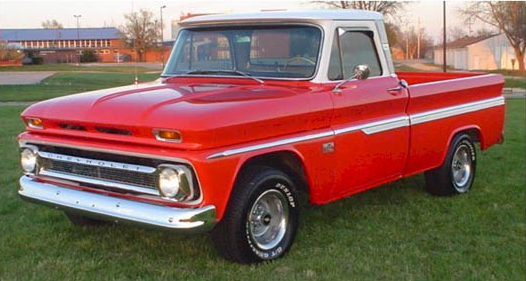
Chevrolet C/K 1 (1960-1966)

Випущене восени 1959 року як модель 1960 року, перше покоління C/K дебютувало рядом змін у дизайні легких вантажівок General Motors. Замінивши лінійку Chevrolet Task Force, C/K із самого початку розроблявся як шасі вантажівки, що більше не має спільного з платформою A-кузова GM. Незважаючи на те, що C/K був розроблений як вантажівка з метою довговічності, він перейняв у свою конструкцію кілька особливостей легкових автомобілів, щоб збільшити свою функціональність. Для пікапів вантажівки C/K використовували раму з опущеним центром, що дозволяло опустити кабіну та нижчий центр ваги, а незалежну передню підвіску поєднували з задньою віссю на гвинтових рессорах. У 1963 році передні торсіони були замінені на передні гвинтові пружини (на двоколісних автомобілях).
У той час як перше покоління не піддасться комплексній підтяжці обличчя або оновленню, GM зробить ряд поступових змін у лінійці моделей під час його виробництва. У 1962 році капот був перероблений, з новим лобовим склом і передньою стійкою, доданою в кабіну в 1964 році.
У відрив від традиції General Motors, це одне з небагатьох поколінь вантажівок, які не отримали внутрішнього прізвиська. Номенклатура C/K була розроблена GMC; Буква «C» позначала звичайну кабіну, а буква «K» позначала привід 4x4.

## Друге покоління (1967–1972)
Друге покоління серії C/K — це ряд вантажівок, які виробляє General Motors. Це покоління, що продавалося підрозділами Chevrolet і GMC з 1967 по 1972 модельні роки, отримало назву «Action Line» від General Motors (перше покоління C/K не отримало такої назви). Як і його попередник, друге покоління C/K включало повнорозмірні пікапи, шасі з кабіною та середньовантажні комерційні вантажівки.
Action Line C/K ознаменувала розширення асортименту позашляховиків General Motors, оскільки до універсалу Chevrolet Suburban (GMC Carryall) приєднався позашляховик Chevrolet K5 Blazer (GMC Jimmy). Відкритий Blazer/Jimmy, версія пікапа K-серії з укороченою колісною базою, була одним із перших широко вироблених позашляховиків. Це покоління ознаменувало дебют Chevrolet Cheyenne і GMC Sierra; Дебютуючи як рівні комплектації, Cheyenne та Sierra обидва використовуються GM до цього дня у поточному виробництві.
Лінійка моделей вироблялася на кількох заводах у Сполучених Штатах і Канаді, а також у Південній Америці.

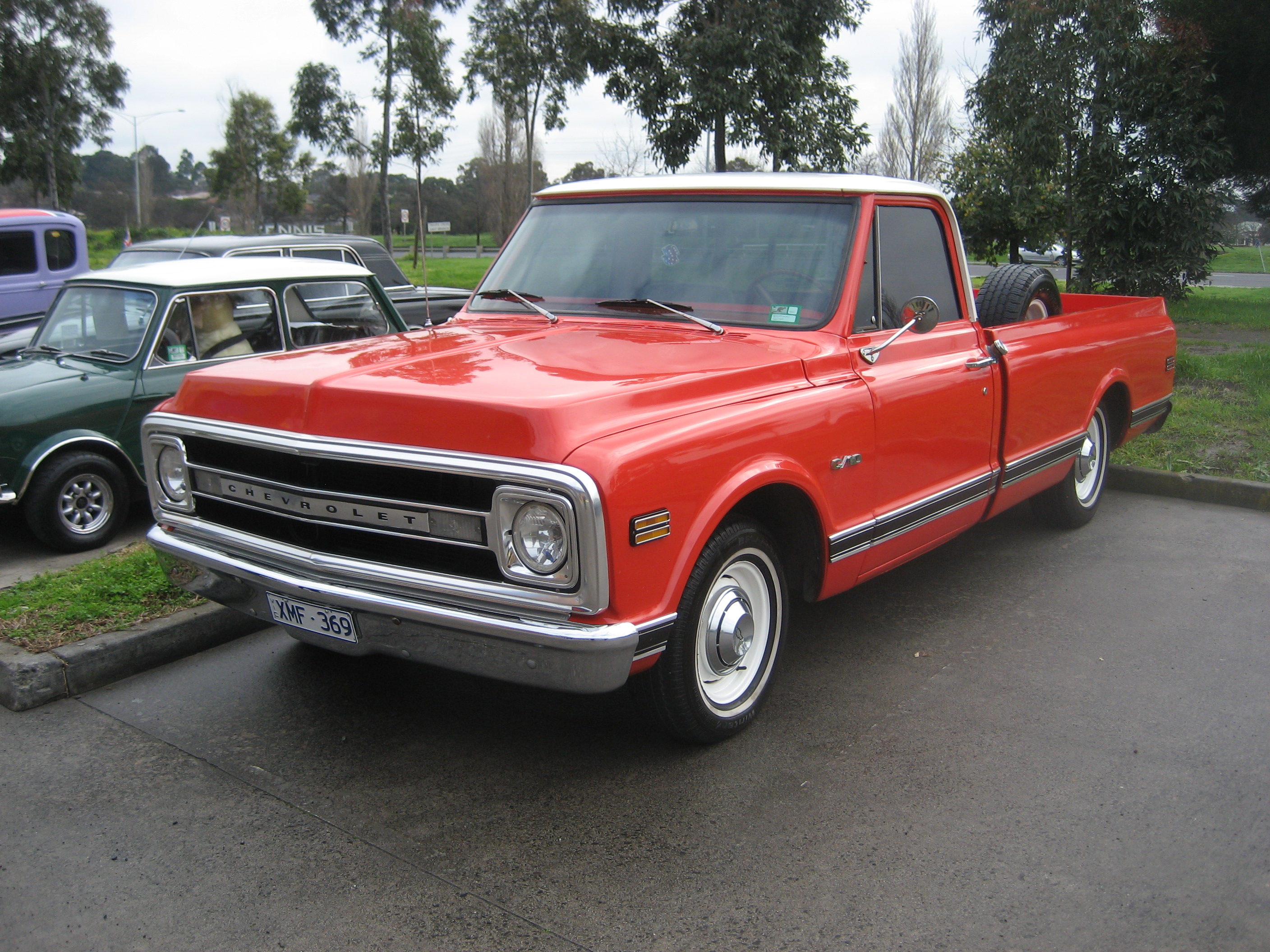
Chevrolet C/K 2 (1967-1972)
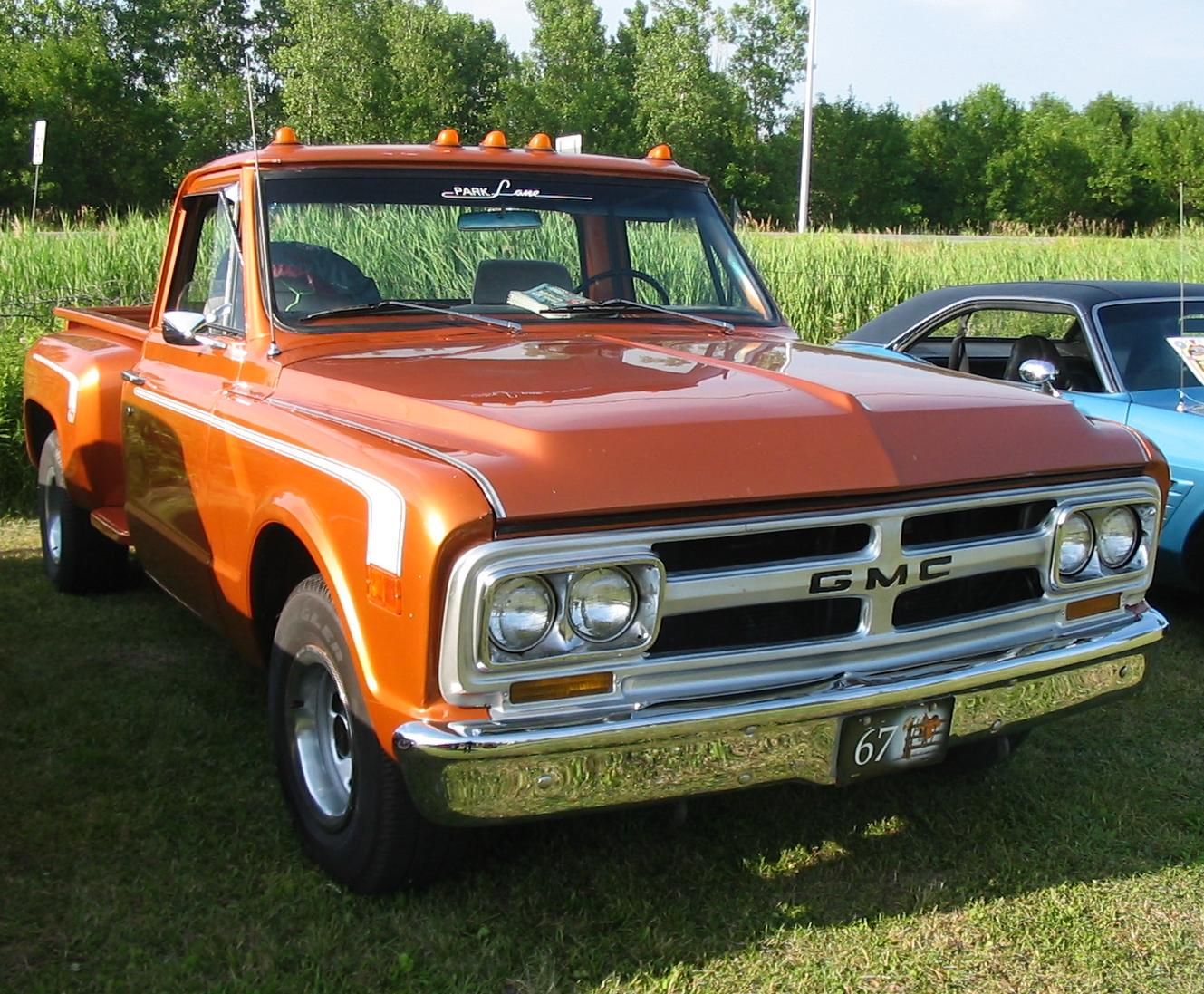
GMC C/K 2 (1967-1972)

## Третє покоління 1973-1991

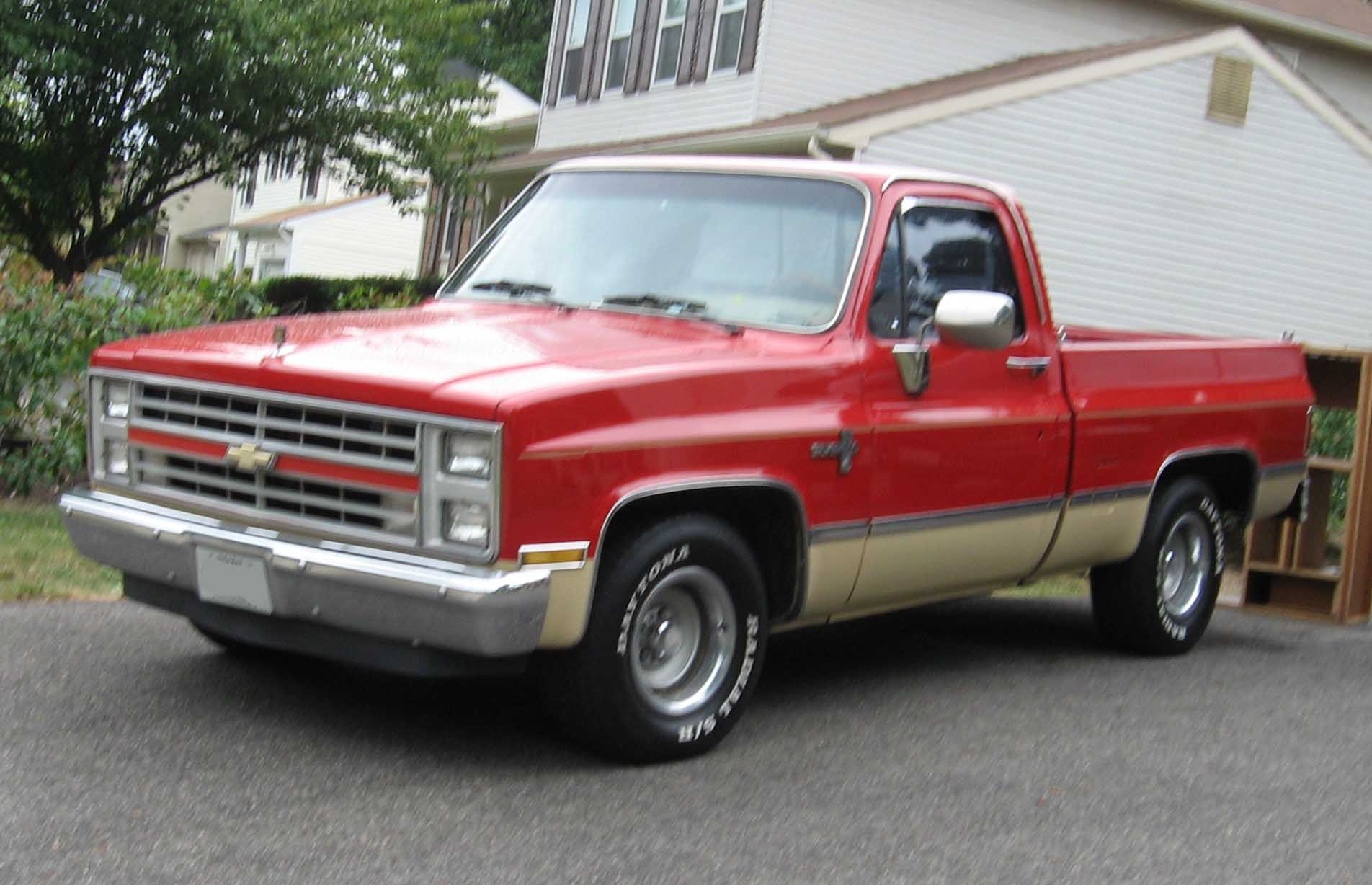
Chevrolet C/K 3 (1973-1991)

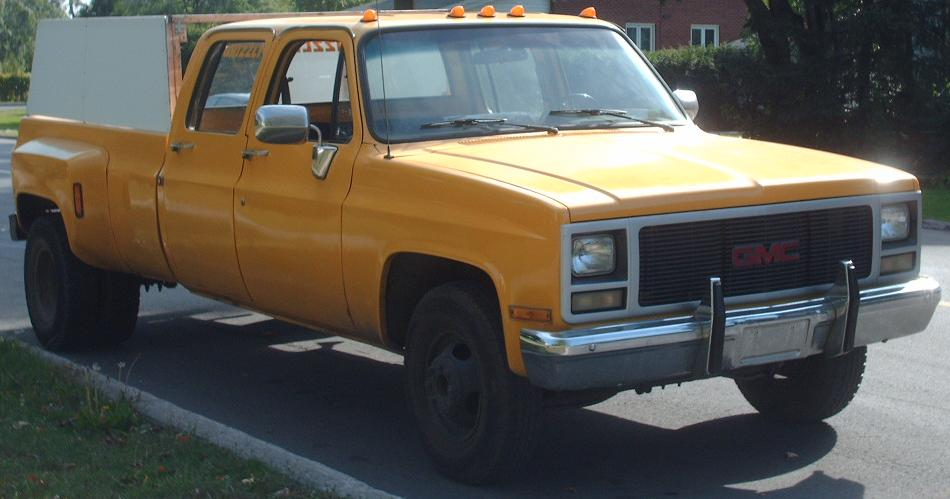
GMC C/K 3 (1973-1991)

- 4.1 L I6
- 4.8 L I6
- 4.3 L V6
- 5.0 L V8
- 5.7 L V8
- 6.0 L V8
- 6.6 L V8
- 7.4 L V8
- 5.7 L Oldsmobile Diesel V8
- 6.2 L Detroit Diesel V8

## Четверта покоління 1988–1999 (GMT400)
- 4.1 L I6 (Аргентина)
- 4.8 L I6 (Мексика)
- 4.3 L V6
- 5.0 L V8
- 5.7 L V8
- 7.4 L V8

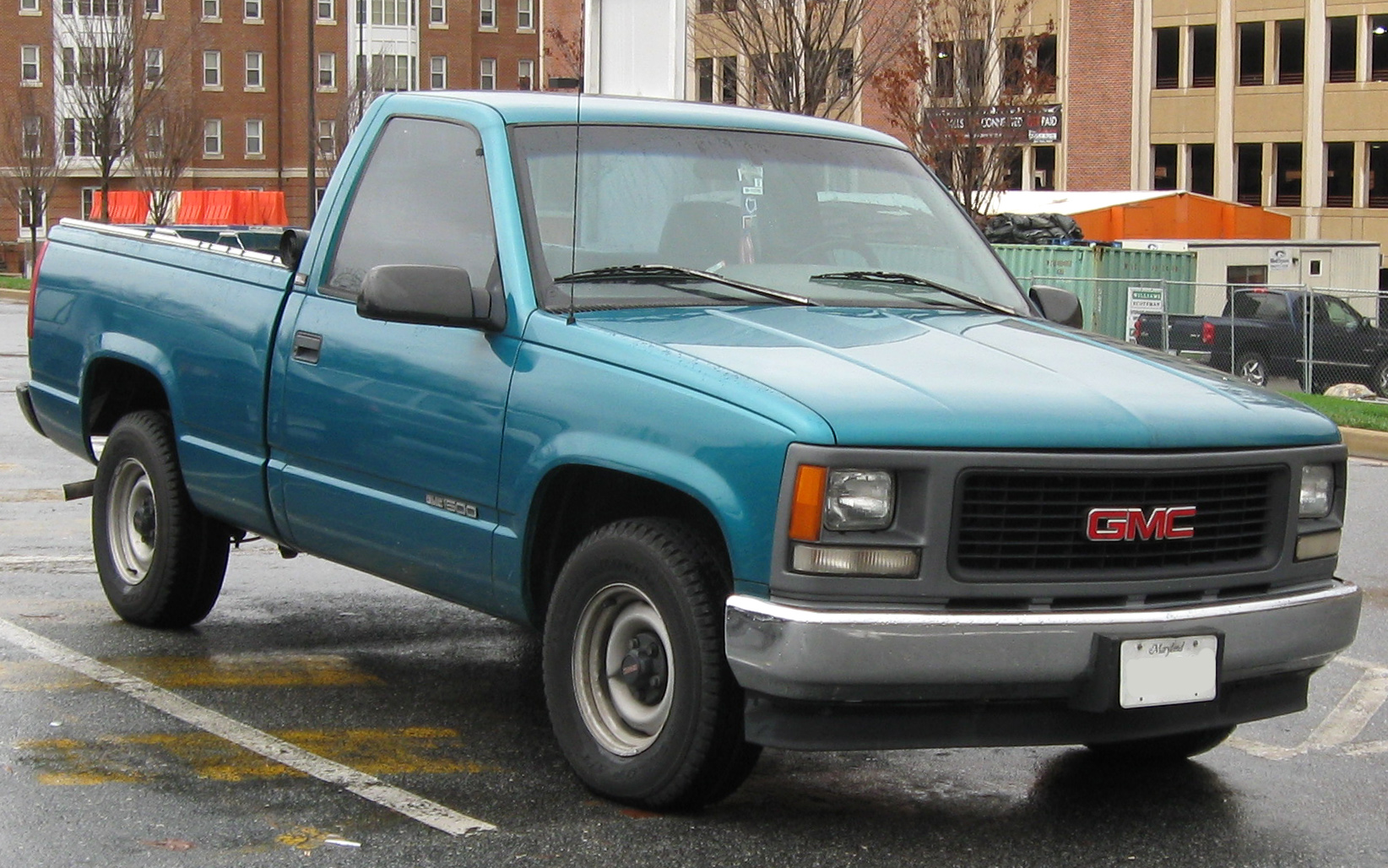
GMC C-1500 Regular Cab (1988-1990)

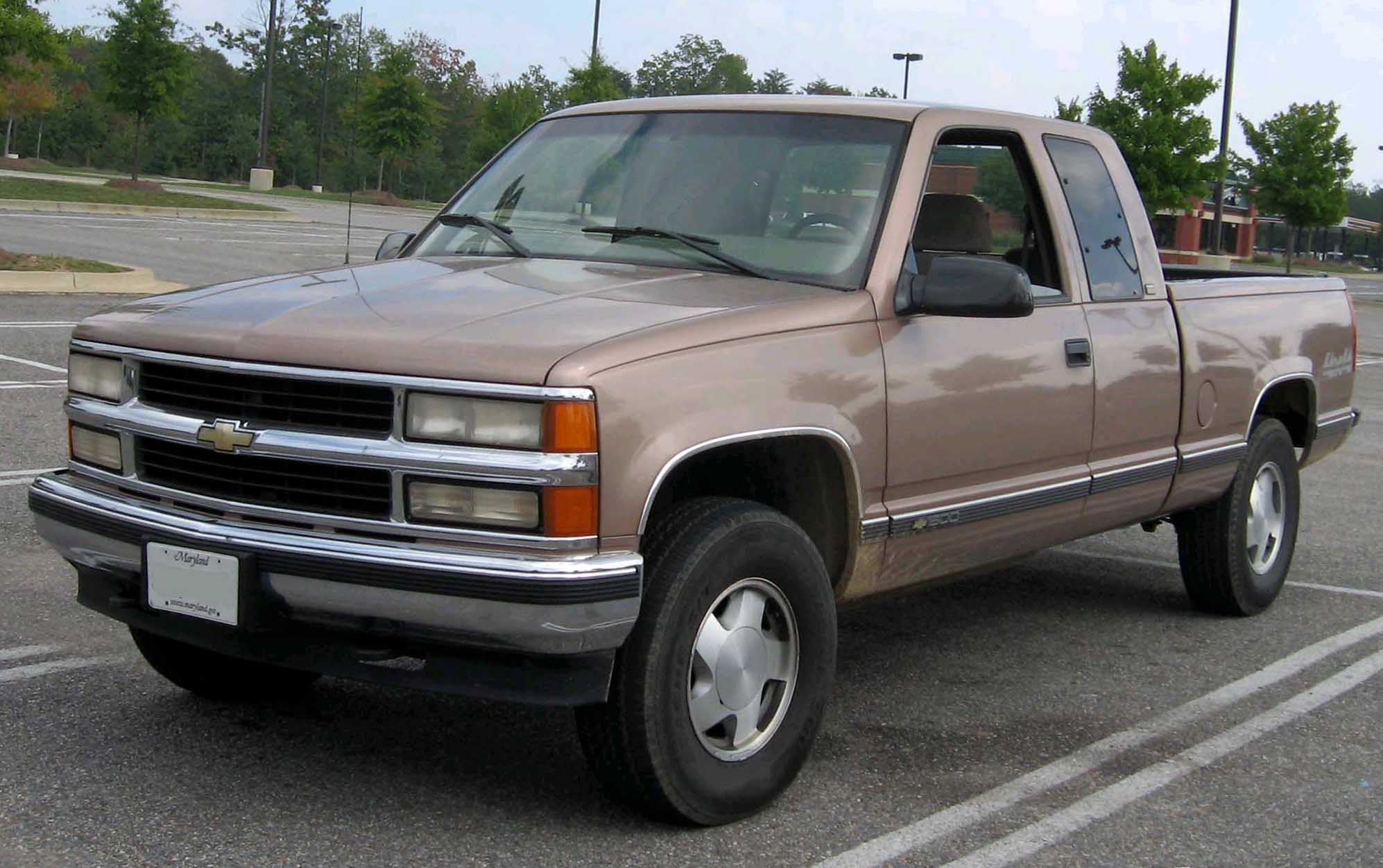
1995-1996 Chevrolet C/K 1500 з довгою кабіною у Аккокік, штат Меріланд

- 4.2 L MWM Sprint 6.07T I6 diesel (Аргентина і Бразилія)
- 6.2 L diesel V8
- 6.5 L turbo diesel V8